# 太平洋侧花海葵
太平洋侧花海葵（学名：Anthopleura pacifica）为海葵科侧花海葵属的动物。分布于朝鲜南岸、日本、北美沿海，包括黄海、渤海、东海、南海沿海等海域，常附着于沿海高潮线浅水坑内的岩石上。